# Терпение

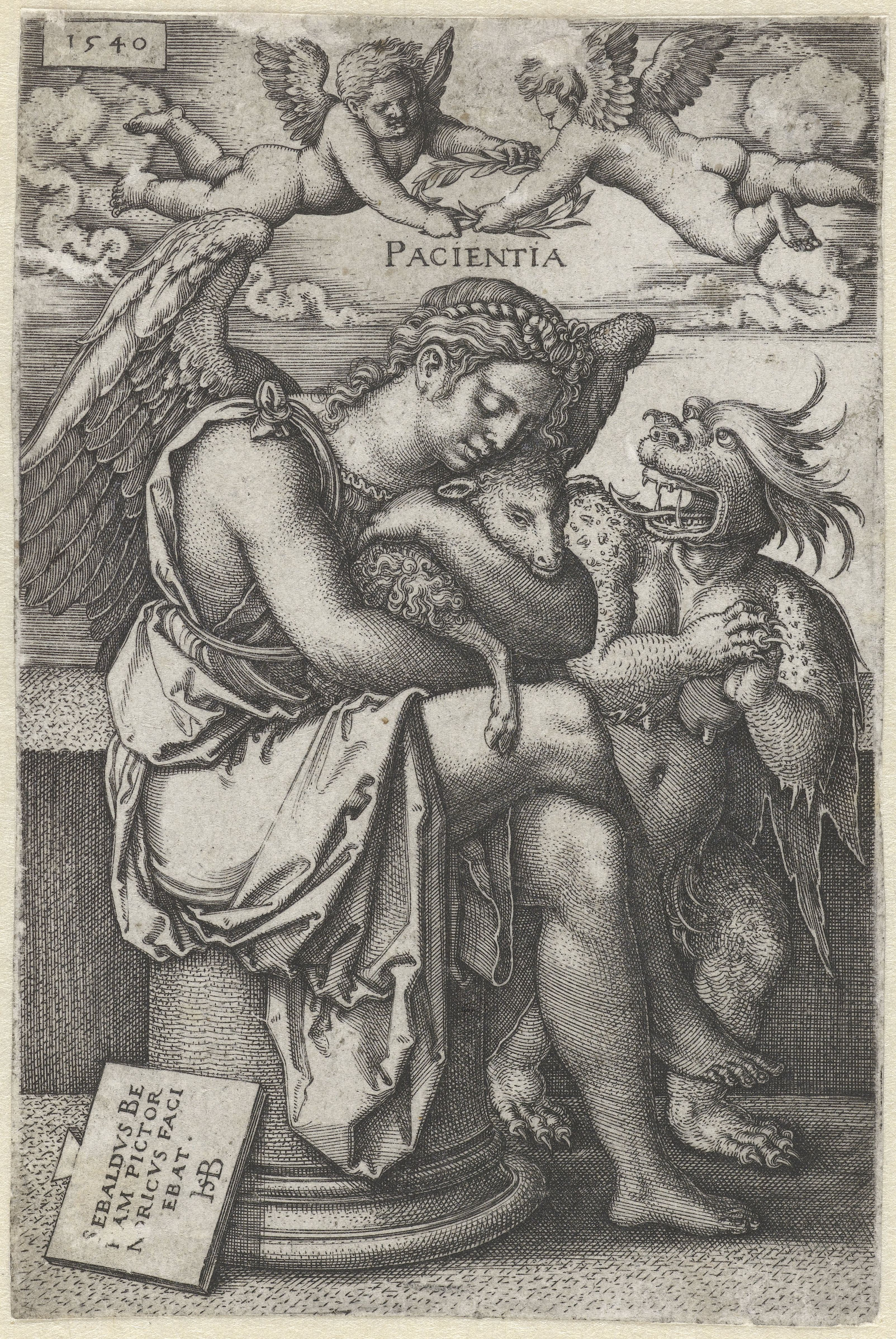
Терпение, гравюра Бехама, 1540

Терпе́ние — добродетель, спокойное перенесение боли, беды, скорби, несчастья в собственной жизни. Сдержанное ожидание благоприятных результатов чего-либо. В западном христианстве входит в число «Семи добродетелей».

## В христианстве
В христианстве, «Бог есть Бог терпения и утешения» (Рим. 15:5), а Иисус Христос считается образцом терпения для всех верующих (Ис. 53:7). По словам апостола Павла: «С терпением, будем проходить предлежащее нам поприще, говорит он, взирая на начальника и совершителя веры Иисуса, который, вместо предлежавшей Ему радости, претерпел крест, пренебрегши посрамление, и воссел одесную престола Божия. Помыслите о претерпевшем такое над Собою поругание от грешников, чтобы вам не изнемочь и не ослабеть душами вашими» (Евр. 12:1—3).
В Ветхом Завете образцовым примером терпения служит Иов. Апостол Иаков говорит: «вы слышали о терпении Иова, и видели конец оного от Господа» (Иак. 5:11).
Тертуллиан считал образцом терпения Бога, а Киприан утверждал, что терпение христиан — общее с Богом, и призывал к подражанию Богу. Фома Аквинский называл терпение (patientia) способностью переносить зло и лекарством от печали.

## В исламе
Исламский термин сабр (араб. صبر‎ —  терпение, выносливость‎) используется для обозначения терпения при исполнении религиозных обязанностей, воздержания от запретного, упорства в «Священной войне», благодарности и т. д. Коран предписывает мусульманам быть терпеливыми и стойко переносить все тяготы жизни. Только терпеливые могут добиться успехов в обоих мирах, и заслужить милость Аллаха. Терпение присуще только человеку. Пророк Мухаммед называл сабр половиной религии. Терпение необходимо проявлять даже тогда, когда человеку трудно переносить тяготы жизни. Мусульманин не должен жаловаться на несчастья и не причитать (сабр аль-джамиль).

## В буддизме
Терпение в буддизме — это осознанное состояние ума. Человек не делает добро, выбирая между добром и злом, а практикует (проживает) внимательное отношение ко всем своим поступкам и движениям души, но не оценивает их, а лишь наблюдает. Это и называется осознанием. В осознании нет суждения. Оно нейтрально, а следовательно, лишено, или по-другому говоря, свободно от внутреннего конфликта, который присущ практике добродетелей, когда человек волевым усилием направляет себя на путь праведности. Во многом это объясняет тот факт, что немногие способны долго продержаться на этом пути, потому что он изначально раздвоен. Он, как и всё двойственное, несовершенен, и, конечно, ключевую роль в таком подходе играет воля.Терпение не означает сдерживания себя, проявления сознательного терпения перед лицом ситуаций. Это именно в большей мере состояние непривязанности ни к чему. Тогда терпение становится далеко ведущим состоянием ума, а не истязанием или тренировкой психики. 

## В астрономии
Термин «терпение» дал название астероиду (451) Пациенция, открытому в 1899 году.